# Piper politaereum
Piper politaereum är en pepparväxtart som beskrevs av William Trelease. Piper politaereum ingår i släktet Piper och familjen pepparväxter.

## Underarter
Arten delas in i följande underarter:
- P. p. elongatum
- P. p. mucronatum